# 1133

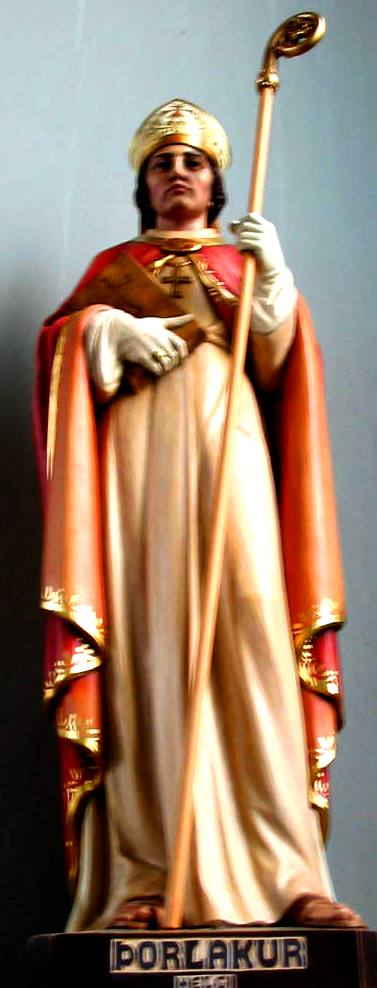
Thorlac Thorhallsson, beschermheilige van IJsland

Het jaar 1133 is het 33e jaar in de 12e eeuw volgens de christelijke jaartelling.

## Gebeurtenissen
- Het prinsbisdom Lebus ontstaat.
- Vanwege zijn betrokkenheid in de moord op Floris de Zwarte wordt de heer van Cuijk verbannen. Ook bisschop Andries van Cuijk van Utrecht komt in conflict met Dirk VI van Holland, maar behoudt zijn positie.
- 4 juni - Koning Lotharius III wordt door paus Innocentius II tot keizer gekroond.
- Alfons I van Aragon verovert Mequinenza.
- Kloosterstichtingen: Kaisheim, Rijnsburg, Waldsassen (jaartal bij benadering), Þingeyrar
- Peter van Marsan sticht de stad Mont-de-Marsan.
- Officiële oprichtingsdatum van de kathedraal van Exeter.
- De bouw van de kathedraal van Cefalù neemt een aanvang.
- Het bisdom Genua wordt verheven tot aartsbisdom.
- Willem V van Monferrato trouwt met Judith van Oostenrijk.
- Het Schloss Ambras wordt door hertog Hendrik de Trotse van Beieren verwoest
- In Paderborn vindt er een stadsbrand plaats.
- Voor het eerst vermeld: Aalsmeer, Gelnhausen, IJsselmuiden, Moere, Moustier, Ommen, Telfes im Stubai, Winksele

## Opvolging
- bisdom Augsburg - Herman van Vohburg opgevolgd door Wouter I van Dillingen
- Schaumburg en Holstein - Adolf I opgevolgd door zijn zoon Adolf II

## Geboren
- 5 maart - Hendrik II, koning van Engeland (1154-1189)
- Thorlac Thorhallsson, bisschop van Skalholt
- Stephan I, graaf van Sancerre
- Stefanus IV, koning van Hongarije (1163)
- Beatrix van Bourbourg, gravin van Guînes (jaartal bij benadering)
- Sigurd II, koning van Noorwegen (1136-1155) (jaartal bij benadering)

## Overleden
- 2 mei - Sæmundur Sigfússon (~76), IJslands priester en geleerde
- 13 november - Adolf I, graaf van Schaumburg en Holstein
- 4 december - Bernardo degli Uberti, bisschop van Parma en kardinaal
- 18 december - Hildebert van Lavardin, aartsbisschop van Tours en schrijver
- Koenraad van Proseck, markgraaf van de Noordmark
- Floris de Zwarte, graaf van Holland (vermoord)
- Hesso van Beinwil, Zwitsers abt